# Jonsereds IF
Jonsereds IF es un club de fútbol sueco situado en Jonsered, a unos 14 km al este de Gotemburgo (Göteborg). El club fue fundado el 2 de mayo de 1923 después de la fusión de Jonsereds GoIF y Bokedalens IF. Jonsereds IF actualmente juega en la División 2 Norra Götaland, que es el cuarto nivel del fútbol sueco. Juegan sus partidos en casa en el Jonsereds IP.

## Fondo
Desde su fundación en 1921 Jonsereds IF ha participado principalmente en las divisiones intermedias del sistema de la liga sueca de fútbol. En la temporada 1923-24, Jonserads fue trasladado a la División 2, Västsvenska Serien. En su primer año en la nueva división, Jonserads terminó segundo detrás de IFK Uddevalla. También terminaron terceros al año siguiente. Luego, después de unos años, Jonsereds terminó tercero y fue transferido a la División 2 Södra. Sin embargo, la temporada siguiente, terminaron décimos y fueron relegados a la División 3. Recuperando rápidamente, Jonsereds ganó la División 3 Västsvenska y fueron promovidos a Västra. Su segundo período en la División 2 no avanzó tan rápido y terminaron 3º, 4º y 3º de nuevo en los próximos tres años. Sin embargo, su posición cayó rápidamente en los años siguientes, y en 1940 estaban de vuelta en la 3ª División.
Jonsereds permaneció en la División 3 hasta 1966 cuando jugaron en la División 4 Göteborg varias temporadas. A finales de la década de 1970 estaban de vuelta en la División 3 y en 1985 ganaron un playoff con Skellefteå AIK. Desafortunadamente para Jonserads perdieron el segundo partido 1-0. Sin inmutarse, Jonsereds se defendió y tres años más tarde, estaba en la División 1 Södra. No les fue particularmente bien, pero en 1990 fueron transferidos a Västra por razones geográficas. Después de terminar 7º allí, fueron relegados a la División 2, pero inmediatamente ascendieron de nuevo la temporada siguiente. En 1994, Jonsereds terminó undécimo en la División 1 de Södra, obligándolos a un partido de play-off de descenso para mantener su lugar en la división. En la primera ronda de la eliminatoria, empataron con Husqvarna IF 1-1 en el primer juego, y luego ganaron 4-1 en el segundo, lo que les permitió pasar a la segunda ronda de la eliminatoria. Su siguiente oponente, Norrby IF, los venció 2-0 en el primer juego, y Jonsereds no pudo responder, sólo logrando empatar el segundo juego. Esta derrota los llevó a una división a la División 2 para la temporada de 1995.

## Temporadas
| \| Temporada \| Nivel \| División \| Sección \| Posición \| Movimientos \| \| --------- \| ------- \| ---------- \| ------------------ \| -------- \| ------------------------------- \| \| 1993 \| Nivel 2 \| Division 1 \| Södra \| 6º \| \| \| 1994 \| Nivel 2 \| División 1 \| Södra \| 11º \| Relegation Playoffs – Relegated \| \| 1995 \| Nivel 3 \| División 2 \| Västra Götaland \| 4º \| \| \| 1996 \| Nivel 3 \| División 2 \| Västra Götaland \| 9º \| \| \| 1997 \| Nivel 3 \| División 2 \| Västra Götaland \| 8º \| \| \| 1998 \| Nivel 3 \| División 2 \| Västra Götaland \| 10º \| Relegation Playoffs – Relegated \| \| 1999 \| Nivel 4 \| División 3 \| Mellersta Götaland \| 5º \| \| \| 2000 \| Nivel 4 \| División 3 \| Mellersta Götaland \| 4º \| \| \| 2001 \| Nivel 4 \| División 3 \| Mellersta Götaland \| 4º \| \| \| 2002 \| Nivel 4 \| División 3 \| Mellersta Götaland \| 2º \| Promotion Playoffs – Promoted \| \| 2003 \| Nivel 3 \| División 2 \| Västra Götaland \| 9º \| \| \| 2004 \| Nivel 3 \| División 2 \| Västra Götaland \| 11º \| Relegated \| \| 2005 \| Nivel 4 \| División 3 \| Mellersta Götaland \| 2º \| \| \| 2006* \| Nivel 4 \| División 2 \| Västra Götaland \| 5º \| \| \| 2007 \| Nivel 4 \| División 2 \| Västra Götaland \| 3º \| \| \| 2008 \| Nivel 4 \| División 2 \| Västra Götaland \| 8º \| \| \| 2009 \| Nivel 4 \| División 2 \| Västra Götaland \| 3º \| \| \| 2010 \| Nivel 4 \| División 2 \| Västra Götaland \| 6º \| \| \| 2011 \| Nivel 4 \| División 2 \| Norra Götaland \| 9º \| \| \| 2012 \| Nivel 4 \| División 2 \| Västra Götaland \| 6º \| \| \| 2013 \| Nivel 4 \| División 2 \| Norra Götaland \| \| \| * La reestructuración de la Liga en 2006 dio lugar a la creación de una nueva división en el nivel 3 y las divisiones subsiguientes. |         |            |                    |          |                                 |
| Temporada | Nivel   | División   | Sección            | Posición | Movimientos                     |
| 1993 | Nivel 2 | Division 1 | Södra              | 6º       |                                 |
| 1994 | Nivel 2 | División 1 | Södra              | 11º      | Relegation Playoffs – Relegated |
| 1995 | Nivel 3 | División 2 | Västra Götaland    | 4º       |                                 |
| 1996 | Nivel 3 | División 2 | Västra Götaland    | 9º       |                                 |
| 1997 | Nivel 3 | División 2 | Västra Götaland    | 8º       |                                 |
| 1998 | Nivel 3 | División 2 | Västra Götaland    | 10º      | Relegation Playoffs – Relegated |
| 1999 | Nivel 4 | División 3 | Mellersta Götaland | 5º       |                                 |
| 2000 | Nivel 4 | División 3 | Mellersta Götaland | 4º       |                                 |
| 2001 | Nivel 4 | División 3 | Mellersta Götaland | 4º       |                                 |
| 2002 | Nivel 4 | División 3 | Mellersta Götaland | 2º       | Promotion Playoffs – Promoted   |
| 2003 | Nivel 3 | División 2 | Västra Götaland    | 9º       |                                 |
| 2004 | Nivel 3 | División 2 | Västra Götaland    | 11º      | Relegated                       |
| 2005 | Nivel 4 | División 3 | Mellersta Götaland | 2º       |                                 |
| 2006* | Nivel 4 | División 2 | Västra Götaland    | 5º       |                                 |
| 2007 | Nivel 4 | División 2 | Västra Götaland    | 3º       |                                 |
| 2008 | Nivel 4 | División 2 | Västra Götaland    | 8º       |                                 |
| 2009 | Nivel 4 | División 2 | Västra Götaland    | 3º       |                                 |
| 2010 | Nivel 4 | División 2 | Västra Götaland    | 6º       |                                 |
| 2011 | Nivel 4 | División 2 | Norra Götaland     | 9º       |                                 |
| 2012 | Nivel 4 | División 2 | Västra Götaland    | 6º       |                                 |
| 2013 | Nivel 4 | División 2 | Norra Götaland     |          |                                 |